# جين (مغني)
كيم سوكجين (بالكورية: 김석진) وُلد في 4 من ديسمبر 1992، هو أيضًا يُعرف باسمه الفني جين، هو مُغني وكاتب أغاني كوري جنوبي. وعضو في الفرقة الكورية الجنوبية بي تي أس.

## حياته وتعليمه
وُلد كيم سوكجين في الرابع من ديسمبر 1992، في غواتشيون، في مقاطعة غيونغي، في كوريا الجنوبية. تتكون عائلته من 3 أفراد وهم والدته، والده وشقيقه.
أثناء المراحل الأولى من المدرسة الثانوية، تم اكتشاف جين من قِبَل كشافي المواهب لصالح وكالة كورية جنوبية للكي بوب تسمى إس إم إنترتينمنت، لكنه رفض العرض في ذلك الوقت. كان يريد في البداية أن يُصبح مُمثلًا، درس في جامعة كونكوك وتخرج بشهادة الفنون والتمثيل في 22 فبراير 2017. ثم التحق بكلّية الدراسات العليا في جامعة هانيانغ سايبر، لمتابعة الدراسة في مجالات أخرى غير الموسيقى.

## مسيرته

### 2013–حتى الآن: بي تي أس
تم اكتشاف جين من قِبَل بيغ هيت إنترتينمنت بسبب مظهره أثناء السير على الطريق. في ذلك الوقت كان جين يدرس التمثيل ولم يكن لديه خلفية في الموسيقى. وبعد ذلك، تم اختباره لصالح بيغ هيت بصفته مُمثل قبل أن يصبح آيدول مُتدرب. في 13 يونيو 2013، ظهر جين لأول مرة كواحدٍ من المغنيين الأربعة في بي تي أس وكان ذلك عند الإصدار المنفرد الخاص بترسيمهم 2 كول 4 سكول. وفي 2016، قام جين بإصدار أول أغنية قام بالمشاركة في إنتاجها وهي أغنية مُنفردة من ألبوم وينقز بعنوان «أويك». بلغت الأغنية أعلى ذروة لها عند المركز 31 على مخطط غاون للموسيقى والمركز السادس على مخطط بيلبورد الرقمي العالمي للأغاني المُنفردة. وفي ديسمبر 2016، قام بإصدار نسخة الكريسمس من «أويك» على الساوند كلاود.
في 9 أغسطس 2018، تم إصدار أغنية «إيبفاني» وهي الأغنية المُنفردة الثانية لِـجين، وقد تم إصدارها كمقطعٍ موسيقي تشويقي من أجل الألبوم التجميعي القادم لِـبي تي أس لوف يور سيلف: آنسر. كما تم وصف الأغنية من قِبَل بيلبورد على أنها «بناء لحن البوب-روك» وتحتوي على كلماتٍ تناقش قبول الذات وحُب النفس. في النهاية تم إصدار النسخة الكاملة من الأغنية كَـمسارٍ في ألبوم آنسر، بلغت الأغنية أعلى ذروة لها عند المرتبة الـ30 على مخطط غاون للموسيقى والمرتبة الرابعة على مخطط بيلبورد الرقمي العالمي للأغاني المُنفردة. وفي أكتوبر، حصل على وسام الاستحقاق الثقافي من الدرجة الخامسة من قِبَل الرئيس الكوري الجنوبي مون جاي إن برفقة أعضاء الفرقة الآخرين.

### 2015–حتى الآن: النشاطات المُنفردة
تعاون جين مع زميله عضو فرقة بي تي أس V في أغنية «إتس ديفنيتلي يو»، التي تم إصدارها كَجزء من الموسيقى التصويرية الأصلية لمسلسل هوارنغ. وتعاون أيضًا مع عضو بي تي أس جونقكوك للغناء وإصدار نسخة بديلة من أغنية «سو فار أواي»، وهي أغنية عضو بي تي أس شوقا من الميكستايب الخاص به «أغوست دي». تشمل الأغلفة الفردية التي قام بها جين أغنية «أمي» لرا دي، و«أحبك» لميت، و«أمام مكتب البريد في الخريف»، وهي في الأصل أغنية يون دو هيون في عام 1994. وقد تم إصدارهم عبر الساوند كلاود بتاريخ 7 مايو 2015، 3 ديسمبر 2015، و7 يونيو 2018، على التوالي. كما أنه قام بالظهور عدة مرات وذلك عبر مُشاركاته في الإستضافة في برامج الجوائز الموسيقية الكورية، مثل ميوزيك بانك وإنكيغايو.
في 4 يونيو 2019، أصدر جين أول أغنية مستقلة له «تونايت» كجزءٍ من فيستا بي تي أس لعام 2019، وهو الحدث السنوي للاحتفال بالذكرى السنوية لترسيم الفرقة. وأغنية الموسيقى الصوتية كانت من تأليف جين بجانب مُنتجي أغاني بيغ هيت إنترتينمينت Slow Rabbit وHiss Noise. الكلمات التي تمت كتابتها كانت من قِبَل جين وقائد فرقة بي تي أس آر إم، مُستوحاة من علاقة جين بحيواناته الأليفة. وقد تلقَّت الأغنية استقبالًا إيجابيًا بشكلٍ عام، مع الإشادة بِغناء جين وأجواء الأغنية المُهدئة.

## قدراته الفنية

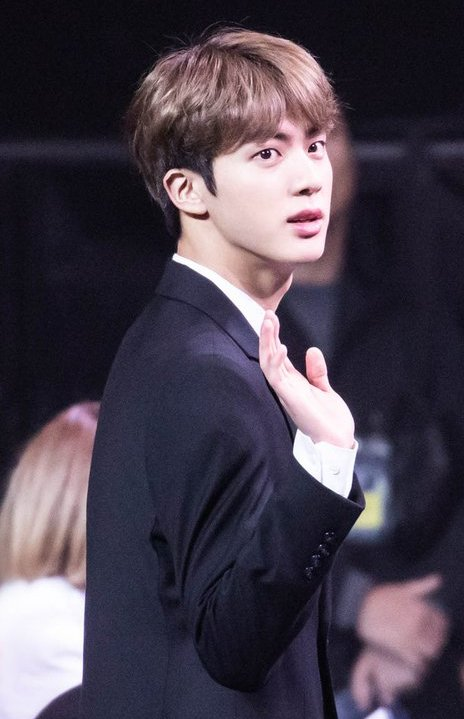
جين في حفل جوائز الثقافة الشعبية والفنون الكورية بتاريخ 24 أكتوبر 2018.

نوع صوت جين هو تينور كما أنَّ بإمكانه العزف على القيتار. وقد تلقّى صوته في الغناء استقبالاً إيجابيًا بشكلٍ عام. في رواية «بي تي أس: ذا ريفيو» للكاتب كيم يونق داي، ذكر أعضاءٌ من لجنة خبراء غرامي أن صوته يملك تحكمًا تنفسيًا ثابت وفالسيتو قوي، واصفين إياه بِـ «الصوت الفضي». كما كتب الصحفي تشوي سونق هاي، الذي يكتب لصالح موقع Aju News، أن أغاني بي تي أس الفردية مثل «سبرينق داي» و«فيك لوف» أبرزت الثبات الصوتي لِـجين، بينما أبرزت الأغنية الجانبية «جاميس فو» نطاقه العاطفي. وصف هونق هاي-مين من ذا كوريا تايمز صوت جين بِـ«الحنون، الحزين، والحيوي» واعتبره «عُنصرًا بارزًا» في أغنية البالاد المُنفردة «إيبفاني». وذكرت الناقدة بارك هي عند مُناقشتها لأغنية «إيبفاني»، أن جين «يقوم بغناء المشاعر الأكثر عاطفية» من بين المسارات الفردية في ألبوم لوف يور سيلف: آنسر. وفي مراجعةٍ لِـ «فيك لوف»، قالت بارك هي أن «أحزمة جين الصوتية أثبتت[تثبت] مدى فاعلية الأغنية وتأثيرها».

## مكانته وتأثيره
في عام 2018، تم تصنيفه في المرتبة الـ11 كَـأكثر آيدول معروف في كوريا الجنوبية، وذلك من خلال البيانات التي تم جمعها من قِبَل مؤسسة غالوب الكورية.

## أعماله الخيرية
تبرع جين لجمعية رعاية الحيوان الكورية بإمداداتٍ مُتعددة، كَـشراء الطعام، والأغطية، والأطباق للمؤسسة وذلك احتفالًا بعيد ميلاده. كما أنه تبرع بِـ321 كيلوغرام من الطعام لمُنظمة الدفاع عن حقوق الحيوان الكورية (KARA)، وهي منظمة كورية أخرى غير ربحية لرعاية الحيوان.
مُنذ مايو 2018، كان جين مانحًا شهريًا لمنظمة يونيسف الكورية، كما أنه طلب الاحتفاظ بسرية تبرعاته في ذلك الوقت. وفي نهاية المطاف أعلنت المنظمة بعد انضمامه إلى نادي أعضاء شرف اليونيسيف في مايو 2019 عن تبرعه بأكثر من 100 مليون وون ₩ (ما يُقارب 84,000 ألف دولار أمريكي).

## حياته الشخصية
اعتبارًا من عام 2018، بدأ جين بالعيش في مقاطعة هانام دونق، بالعاصمة سول، كوريا الجنوبية. بالإضافة إلى ذلك، افتتح هو وشقيقه الأكبر مطعم على الطراز الياباني في سول يُسمى "Ossu Seiromushi" وذلك في عام 2018.

## ديسكوغرافيا

### أغاني مُخططة
| العنوان                                                                      | السنة              | أعلى مركز حققته في المُخطط | أعلى مركز حققته في المُخطط | أعلى مركز حققته في المُخطط | أعلى مركز حققته في المُخطط | أعلى مركز حققته في المُخطط | أعلى مركز حققته في المُخطط | أعلى مركز حققته في المُخطط | المبيعات           | الألبوم                             |
| العنوان                                                                      | السنة              | كوريا                     | كوريا                     | بيلبورد                   | المملكة المتحدة           | اسكتلندا                  | فرنسا                     | المجر                     | المبيعات           | الألبوم                             |
| العنوان                                                                      | السنة              | غاون                      | هوت 100                   | بيلبورد                   | المملكة المتحدة           | اسكتلندا                  | فرنسا                     | المجر                     | المبيعات           | الألبوم                             |
| بصفته فنانًا رئيسيًا                                                           | بصفته فنانًا رئيسيًا | بصفته فنانًا رئيسيًا        | بصفته فنانًا رئيسيًا        | بصفته فنانًا رئيسيًا        | بصفته فنانًا رئيسيًا        | بصفته فنانًا رئيسيًا        | بصفته فنانًا رئيسيًا        | بصفته فنانًا رئيسيًا        | بصفته فنانًا رئيسيًا | بصفته فنانًا رئيسيًا                  |
| ---------------------------------------------------------------------------- | ------------------ | ------------------------- | ------------------------- | ------------------------- | ------------------------- | ------------------------- | ------------------------- | ------------------------- | ------------------ | ----------------------------------- |
| "أويك"                                                                       | 2016               | 31                        | —                         | 6                         | —                         | —                         | —                         | —                         | - كوريا: 105,382   | وينقز                               |
| "إبيفاني"                                                                    | 2018               | 30                        | 5                         | 4                         | 54                        | 60                        | 61                        | 30                        | - أمريكا: 10,000   | لوف يور سيلف: أنسر                  |
| أغاني مُوسيقى تصويرية                                                         |                    |                           |                           |                           |                           |                           |                           |                           |                    |                                     |
| "إنه بالتأكيد أنت" (بالتعاون مع V)                                           | 2016               | 34                        | —                         | 8                         | —                         | —                         | —                         | —                         | - كوريا: 76,657    | هوارانغ: الموسيقى التصويرية الأصلية |
| "—" تُشير إلى الإصدارات التي لم تدخل المُخطط أو لم يتم إصدارها في تلك المنطقة. |                    |                           |                           |                           |                           |                           |                           |                           |                    |                                     |

### أغاني أُخرى
| السنة | الاسم                  | الهيئة         | مُلاحظات                                                               | المصدر |
| ----- | ---------------------- | -------------- | --------------------------------------------------------------------- | ------ |
| 2013  | "أودلت تشايلد"         | تحميل رقمي، بث | مع آر إم وشوقا                                                        | [ 58 ] |
| 2016  | "أويك" (نسخة الكريسمس) | تحميل رقمي، بث | "أويك" ريمكس الكريسمس من ألبوم وينقز                                  | [ 17 ] |
| 2017  | "سو فار أواي"          | تحميل رقمي، بث | مع شوقا، بالتعاون مع جين وجونقكوك؛ إعادة إصدار المسار الأصلي مع سوران | [ 17 ] |
| 2019  | "تونايت"               | تحميل رقمي، بث | صدرت كجزء من حدث فيستا بي تي أس السنوي لعام 2019                      | [ 30 ] |

### الكتابة والإنتاج
يتم تعديل جميع حقوق الأغاني من قاعدة بيانات جمعية حقوق الطبع والنشر للموسيقى الكورية ما لم يُذكر خلاف ذلك.
| السنة | الفنان   | الألبوم                          | الأغنية                  |
| ----- | -------- | -------------------------------- | ------------------------ |
| 2013  | بي تي أس | 2 كول 4 سكول                     | "أوترو: سيركل روم سايفر" |
| 2015  | بي تي أس | أجمل لحظة في الحياة: الجزء الأول | "آوترو: لوف إز نوت أوفر" |
| 2015  | بي تي أس | أجمل لحظة في الحياة: الجزء الأول | "بويز وذ فن"             |
| 2016  | بي تي أس | أجمل لحظة في الحياة: صغار للأبد  | "لوف إز نوت أوفر"        |
| 2016  | بي تي أس | وينقز                            | "أويك"                   |
| 2019  | جين      | لم يتم إصدار ألبوم               | "تونايت"                 |
| 2020  | بي تي أس | ماب أوف ذا سول: 7                | "مون"                    |

## فيلموغرافيا

### المقاطع الموسيقية والأفلام القصيرة
| السنة | الاسم     | المُدة | المُخرج (ين)             | المصدر |
| ----- | --------- | ----- | ----------------------- | ------ |
| 2016  | "أويك #7" | 5:19  | يونغ سوك تشوي (لومبينز) | [ 60 ] |
| 2018  | "إبيفاني" | 4:21  | يونغ سوك تشوي (لومبينز) | [ 61 ] |

### التلفزيون
| السنة | القناة   | البرنامج                    | الدور | مُلاحظات                                                                        | المصدر |
| ----- | -------- | --------------------------- | ----- | ------------------------------------------------------------------------------ | ------ |
| 2016  | أس بي أس | إنكيغايو                    | مُضيف  | مع آر إم، كيم جيون، ميجو                                                       | [ 62 ] |
| 2016  | إمنت     | إم كاونت داون               | مُضيف  | مع جيمين                                                                       | [ 63 ] |
| 2017  | إمنت     | إم كاونت داون               | مُضيف  | مع جيمين، وجايهوب                                                              | [ 64 ] |
| 2017  | أس بي أس | قانون الغاب في مدينة مانادو | ضيف   | الحلقات 247–251                                                                | [ 65 ] |
| 2017  | كي بي أس | مهرجان أغنية كي بي أس       | مُضيف  | مع سانا، تشانيول، آيرين، سولار، مينقيو (سفنتين)، ييرين (جيفريند)، وكانغ دانييل | [ 66 ] |
| 2018  | كي بي أس | ميوزيك بانك                 | مُضيف  | مع سولبين (لابوم)                                                              | [ 67 ] |
| 2018  | كي بي أس | مهرجان أغنية كي بي أس       | مُضيف  | مع داهيون، وتشانيول                                                            | [ 68 ] |

## الجوائز والترشيحات
| جائزة الحفل         | السنة | الفئة                   | الأعمال المُرشحة    | النتيجة | المصدر |
| ------------------- | ----- | ----------------------- | ------------------ | ------- | ------ |
| مل وان ميوزيك أوورد | 2017  | أفضل موسيقى تصويرية OST | "إنه بالتأكيد أنت" | رُشِّح     | [ 69 ] |

## مُلاحظات
1. 1 2  Although credited under BTS, the song is a solo by Kim.[53]

## روابط خارجية
- كيم سوك جين على موقع IMDb (الإنجليزية)
- كيم سوك جين على موقع ميوزك برينز (الإنجليزية)
- كيم سوك جين على موقع أول موفي (الإنجليزية)
- كيم سوك جين على موقع أول ميوزيك (الإنجليزية)
- كيم سوك جين على موقع ديسكوغز (الإنجليزية)
- كيم سوك جين على موقع قاعدة بيانات الفيلم (الإنجليزية)